# Federico Memola
Federico Memola (Milano, 8 ottobre 1967 – Milano, 8 dicembre 2019) è stato un fumettista italiano.

## Biografia
Ottiene il diploma di maturità presso un liceo Linguistico e successivamente si iscrive alla facoltà di lettere. Nel 1990, grazie ad un incontro fortuito con Antonio Serra avvenuto l'anno precedente, entra a far parte della redazione della rivista specialistica Fumo di China, lavoro che lo costringe ad interrompere l'università. Per Fumo di China realizza la serie Moon Police Dpt. In questo periodo realizza anche alcune storie per la rivista Intrepido della Casa Editrice Universo. Nel 1993 inizia a collaborare con la Sergio Bonelli Editore come redattore e come autore di alcuni soggetti e sceneggiature per Nathan Never. Dopo aver lavorato come assistente di Alfredo Castelli diviene il responsabile della pubblicazione contenitore Zona X. Per quest'ultima crea e sceneggia le miniserie La stirpe di Elän e Legione stellare (entrambe proseguite poi brevemente con editori diversi anni dopo la chiusura di Zona X) e scrive alcune sceneggiature per Magic Patrol.
Da alcune idee inizialmente pensate per la pubblicazione su Fumo di China e su Zona X (come possibile seguito di La stirpe di Elän), nasce la sua successiva serie Jonathan Steele, pubblicata da Bonelli dall'aprile del 1999 fino al luglio 2004 (64 albi), realizzandone la quasi totalità delle sceneggiature. Sempre per la Bonelli realizza anche la sceneggiatura di alcune storie di Martin Mystère e di un albo speciale di Legs Weaver.
La serie Jonathan Steele proseguirà pochi mesi dopo la chiusura con l'editore Star Comics, con una serie mensile in formato "bonelliano" fino al marzo 2009 (53 albi) e albi speciali di periodicità variabile pubblicati fino alla primavera del 2010.  Per la Star Comics, a partire dal mese successivo alla chiusura della serie regolare di Jonathan Steele, realizza la sua nuova miniserie Rourke, pubblicata con periodicità bimestrale.
Nel 2006 ha realizzato Harry Moon, l'uomo dei due mondi, con i disegni di Giacomo Pueroni (disegnatore facente parte dello staff di Jonathan Steele, sia nella versione Bonelli che Star Comics), pubblicato dalla 001 Edizioni Nell'aprile 2010 esce, per Planeta De Agostini, il primo numero della serie regolare di Harry Moon. Dal 2010 scrive la serie Gray Logan, creata da Stefano Vietti per Il Giornalino delle Edizioni San Paolo. Dal 2012 la pubblicazione di Jonathan Steele prosegue all'interno della collana Graphic Novel, edita da Kappalab, con i disegni di Joachim Tilloca. Sempre per Il Giornalino, invece, nel 2013 crea il personaggio di Roland, illustrato da Monica Catalano. L'ultimo suo lavoro è la sceneggiatura de Il regno di Fanes, pubblicato da Manfont nel 2018.
Morì a Milano l'8 dicembre 2019, a soli 52 anni. Era sposato con la disegnatrice ed illustratrice Teresa Marzia, che è la creatrice grafica della serie Jonathan Steele.